# Parichoronyssus
Parichoronyssus es un  género de ácaros parásitos perteneciente a la familia  Macronyssidae.

## Especies
Parichoronyssus Radovsky, 1966
- Parichoronyssus lopezi Morales-Malacara, 1996
- Parichoronyssus radovskyi Morales-Malacara, 1992
- Parichoronyssus sclerus Radovsky, 1966